# Fortunata y Jacinta (sèrie de televisió)
Fortunata y Jacinta va ser una minisèrie de deu capítols basada en la novel·la homònima de l'escriptor canari Benito Pérez Galdós, ambientada al Madrid de la segona meitat del segle xix, adaptada per Ricardo López Aranda i Mario Camus, dirigida per aquest, i emesa per Televisió Espanyola el 1980.
La cèlebre novel·la ja havia estat portada al cinema per Angelino Fons el 1970. El 30 d'abril de 2009 la sèrie va ser reestrenada en la pàgina web de Ràdio Televisió Espanyola, on es poden veure íntegres tots els capítols i de forma permanent i gratuïta.
Va comptar amb un pressupost de 160 milions de pessetes.

## Repartiment
- Ana Belén - Fortunata
- Maribel Martín - Jacinta
- Mario Pardo - Maximiliano Rubín
- François-Eric Gendron - Juanito Santa Cruz
- Fernando Fernán Gómez - Don Evaristo Feijoo
- Charo López - Mauricia la Dura
- Francisco Rabal - José Izquierdo
- María Luisa Ponte - Doña Lupe Rubín
- Jean-Marc Thibault - Don Baldomero Santa Cruz
- Mary Carrillo - Doña Bárbara Arnáiz
- Manuel Alexandre - Plácido Estupiñá
- Francisco Algora - Nicolás Rubín
- Luis Ciges - José Ido del Sagrario
- Tote García Ortega - Segunda Izquierdo
- Francisco Marsó - Jacinto Villalonga
- Julio Núñez - Manuel Moreno Isla
- Manuel Zarzo - Segismundo Ballester
- Cristina Torres - Papitos
- Alejandro Enciso - Juan Pablo Rubín
- Berta Riaza - Doña Guillermina
- Mirta Miller - Aurora Samaniego
- Antonio Passy - Francisco Torquemada
- María Elena Flores

## Premis
- Fotogramas de Plata 1980: millor intèrpret de televisió (Ana Belén)
- Premis TP d'Or: millor sèrie nacional. Millor actriu (Ana Belén)
- Premis Ondas: Nacional de Televisió